# Sundawenang (Taraju)
Sundawenang is een bestuurslaag in het regentschap Tasikmalaya van de provincie West-Java, Indonesië. Sundawenang telt 5960 inwoners (volkstelling 2010).